# Bahnstrecke Zimmersrode–Gemünden
| |                         |                                           |                                           |
| Streckennummer (DB): | 3945                    |                                           |                                           |
| Kursbuchstrecke (DB): | zuletzt 193p            |                                           |                                           |
| Kursbuchstrecke: | 173b (1934) 198k (1946) |                                           |                                           |
| Streckenlänge: | 24,687 km               |                                           |                                           |
| Spurweite: | 1435 mm (Normalspur)    |                                           |                                           |
| |                         |                                           |                                           |
| \| \| \| von Kassel Hbf \| \| \| \| 0.0 \| Zimmersrode \| Zimmersrode \| \| \| \| nach Frankfurt (Main) Hbf \| \| \| \| \| Schwalm \| \| \| \| 2.2 \| Gilsa \| Gilsa \| \| \| \| Gilsa \| \| \| \| 3.6 \| Reptich \| Reptich \| \| \| 6.0 \| Jesberg \| Jesberg \| \| \| 10.0 \| Densberg \| Densberg \| \| \| 11.5 \| Densberg-Schönstein \| Densberg-Schönstein \| \| \| \| Norde \| \| \| \| 16.4 \| Gilserberg \| Gilserberg \| \| \| 17.2 \| Moischeid \| Moischeid \| \| \| \| Schweinfe \| \| \| \| \| von Frankenberg (Eder) (nicht realisiert) \| \| \| \| 24.4 \| Gemünden (Wohra) \| Gemünden (Wohra) \| \| \| \| nach Kirchhain \| \| |                         |                                           |                                           |
| |                         | von Kassel Hbf                            |                                           |
| | 0.0                     | Zimmersrode                               | Zimmersrode                               |
| Strecke nach links und nach rechts |                         | nach Frankfurt (Main) Hbf                 | nach Frankfurt (Main) Hbf                 |
| Brücke über Wasserlauf (Strecke außer Betrieb) |                         | Schwalm                                   | Schwalm                                   |
| Bahnhof (Strecke außer Betrieb) | 2.2                     | Gilsa                                     | Gilsa                                     |
| Brücke über Wasserlauf (Strecke außer Betrieb) |                         | Gilsa                                     | Gilsa                                     |
| Haltepunkt / Haltestelle (Strecke außer Betrieb) | 3.6                     | Reptich                                   | Reptich                                   |
| Bahnhof (Strecke außer Betrieb) | 6.0                     | Jesberg                                   | Jesberg                                   |
| Haltepunkt / Haltestelle (Strecke außer Betrieb) | 10.0                    | Densberg                                  | Densberg                                  |
| Bahnhof (Strecke außer Betrieb) | 11.5                    | Densberg-Schönstein                       | Densberg-Schönstein                       |
| Brücke über Wasserlauf (Strecke außer Betrieb) |                         | Norde                                     | Norde                                     |
| Bahnhof (Strecke außer Betrieb) | 16.4                    | Gilserberg                                | Gilserberg                                |
| Haltepunkt / Haltestelle (Strecke außer Betrieb) | 17.2                    | Moischeid                                 | Moischeid                                 |
| Brücke über Wasserlauf (Strecke außer Betrieb) |                         | Schweinfe                                 | Schweinfe                                 |
| Abzweig geradeaus und von rechts (Strecke außer Betrieb) |                         | von Frankenberg (Eder) (nicht realisiert) | von Frankenberg (Eder) (nicht realisiert) |
| Bahnhof (Strecke außer Betrieb) | 24.4                    | Gemünden (Wohra)                          | Gemünden (Wohra)                          |
| |                         | nach Kirchhain                            |                                           |

Die eingleisige Bahnstrecke Zimmersrode–Gemünden, auch Kellerwaldbahn, war eine Nebenbahn in Hessen, die den abgelegenen und dünn besiedelten, jedoch landschaftlich reizvollen Kellerwald erschloss. Sie zweigte in Zimmersrode von der Bahnstrecke Kassel–Frankfurt ab und führte nach Gemünden (Wohra), wo sie in die Bahnstrecke Kirchhain–Gemünden überging, die in Kirchhain erneut die Main-Weser-Bahn erreichte. Dieser Verlauf machte beide Nebenbahnen für Umleitungen geeignet, wenn die Hauptstrecke von Kassel nach Gießen im Abschnitt zwischen Zimmersrode und Kirchhain blockiert war.

## Verlauf
Die Strecke hatte eine Länge von 24,38 km. Sie folgte dem Tal der Gilsa im südlichen Kellerwald über Jesberg bis Gilserberg, überquerte von dort die Rhein-Weser-Wasserscheide und erreichte in Gemünden das Tal der Wohra.

## Geschichte
Mit dem Bau der Strecke wurde 1909 begonnen. Die Endstationen in Zimmersrode und Gemünden erhielten je einen Lokschuppen, Kohlebansen und je einen Wasserbehälter zum Speisen der Dampflokomotiven. Die Strecke wurde am 2. Oktober 1911 in Betrieb genommen. Eine Verlängerung nach Frankenberg (Eder) war geplant, wurde wegen des Ersten Weltkriegs jedoch nicht mehr realisiert. Hingegen konnte am 30. April 1914 ab Gemünden die Verlängerung nach Kirchhain entlang der Wohra eingeweiht werden, was durchgehende Verbindungen von Zimmersrode bis Kirchhain ermöglichte. Der Winterfahrplan 1958/59 wies entsprechend werktags vier durchgehende Verbindungen von Zimmersrode über Gemünden bis nach Kirchhain auf; in umgekehrter Richtung drei. Am 28. Mai 1972 wurden der Personenverkehr auf der Gesamtstrecke und der Güterverkehr auf dem Abschnitt zwischen Zimmersrode und Gilserberg eingestellt. Am 30. November 1981 endete der Güterverkehr auch auf der Reststrecke Gilserberg-Gemünden sowie zwei Wochen später auf der sich anschließenden Wohratalbahn. Beide Strecken wurden kurz darauf abgebaut.

## Streckenführung
Von Zimmersrode aus lief das Streckengleis über einen Damm, überquerte über eine Güterbrücke in der Nähe von Bischhausen die Schwalm in Richtung Gilsa. Von hier aus führte die Bahn links der Landstraße nach Reptich und überquerte vor Jesberg die Bundesstraße 3 über eine Brücke. In Jesberg gab es ein stattliches Stationsgebäude mit Güterschuppen, Fahrkartenverkauf und Expressgutabfertigung. Nach Verlassen dieser Station überquerte der Zug die Landesstraße in unmittelbarer Nähe des Pflanzgartens, nahe der Firma Drüsedau & Müller KG. Das Gleisbett, das nun parallel zur Landstraße verlief, kreuzte diese vor Densberg und erreichte dann den dortigen Bahnhof. Weiter verlief die Strecke in südlicher Richtung bis zum Haltepunkt Densberg-Schönstein. Der Schienenstrang verlief anschließend in einem Geländeeinschnitt bis Gilserberg, schwenkte nach Westen, kreuzte mehrere Male die Landstraße von Moischeid nach Gemünden und verlief dann Richtung Wohra, ehe Gemünden erreicht wurde.
Der ehemalige Bahnhof Gemünden beherbergt heute ein Speiserestaurant mit Eisenbahnschlafwagenhotel.

## Bilder

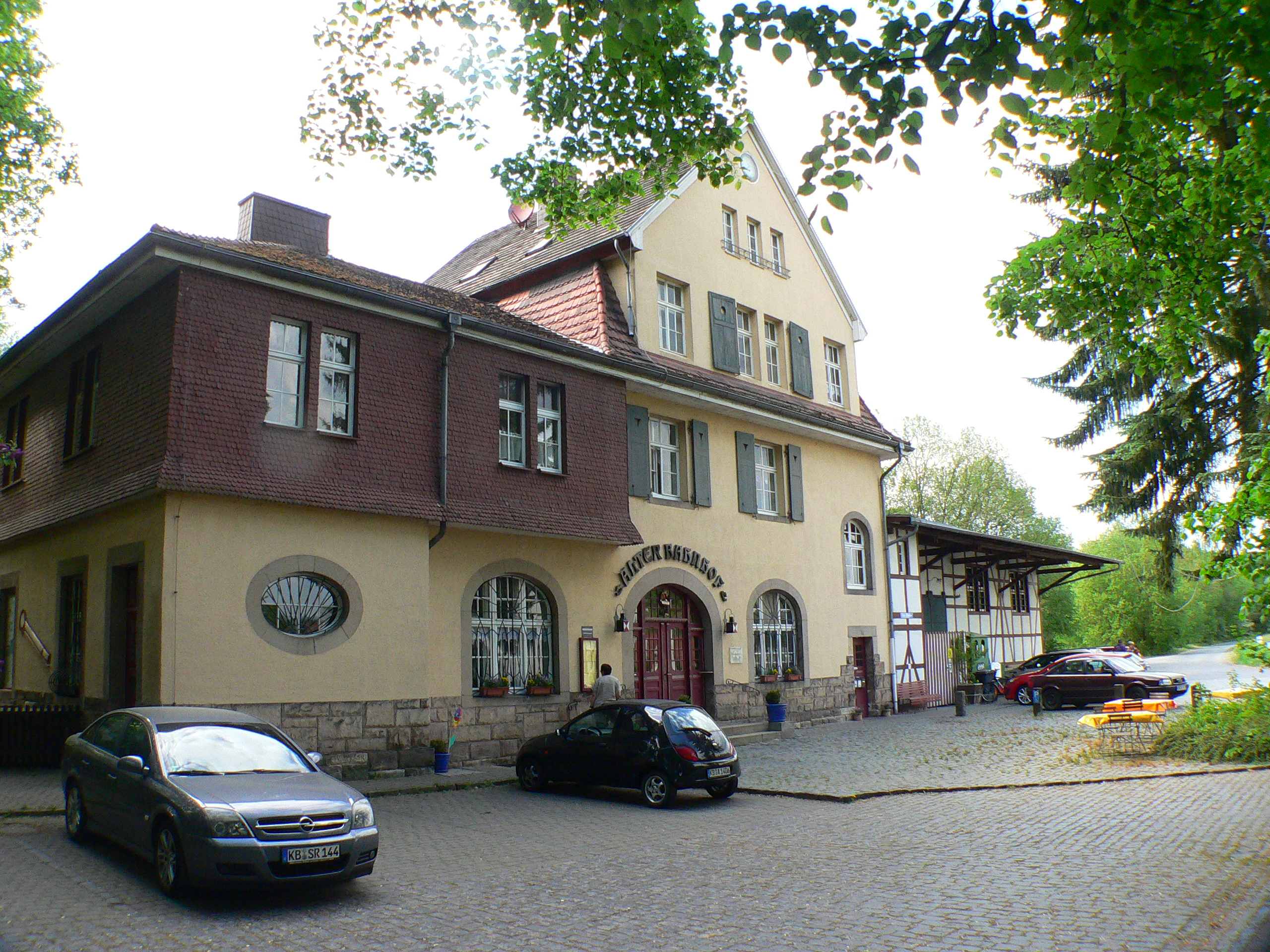
Bahnhof Gemünden (Wohra)
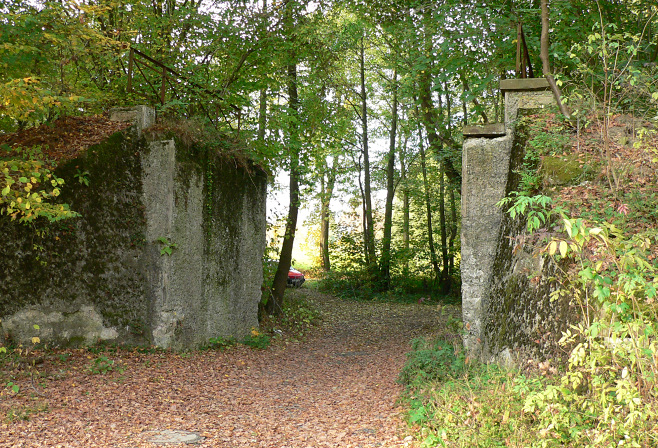
Reste einer Brücke westlich Jesberg